# Awszen
Awszen – wieś w Armenii, w prowincji Aragacotn. W 2011 roku liczyła 229 mieszkańców.